# 3925 Tretʹyakov
3925 Tretʹyakov је астероид главног астероидног појаса. Приближан пречник астероида је 41,86 ,
а средња удаљеност астероида од Сунца износи 3,154 астрономских јединица (АЈ).
Инклинација (нагиб) орбите у односу на раван еклиптике је 15,621 степени, а орбитални период износи 2046,372 дана (5,602 година). Ексцентрицитет орбите астероида износи 0,194.
Апсолутна магнитуда астероида износи 10,90 а геометријски албедо 0,044.
Астероид је откривен 19. септембра 1977. године.